# Бажанова, Светлана Валерьевна
Светла́на Вале́рьевна Бажа́нова (род. 1 декабря 1972, Челябинск) — советская и российская конькобежка; чемпионка зимних Олимпийских игр 1994 года, серебряный и 2-кратная бронзовый призёр чемпионата Европы, 5-кратная чемпионка России и 2-кратная призёр, заслуженный мастер спорта России (1994).. Выступала за ФСО профсоюзов «Россия», СК Вооруженных сил РФ и г.Троицк Московской обл.

## Биография
Светлана Бажанова родилась в спортивной семье. Отец Валерий Александрович – мастер спорта международного класса, заслуженный тренер России по конькам, мама Марина Владимировна – мастер спорта по лыжам. Света с детства мечтала стать фигуристкой, но у родителей не хватало времени на то, чтобы дочь занималась фигурным катанием. Поэтому она начала заниматься конькобежным спортом в 1983 году в челябинской спортшколе "Спартак" (ныне Спортивная школа олимпийского резерва по конькобежному спорту им.Л.П.Скобликовой). Её первыми тренерами были отец, Валерий Бажанов, и Артур Дёмин.
В 1988 году Светлана участвовала на первых крупных международных соревнованиях "Дружба-88" в Улан-Баторе, а в 1989 году участвовала на юниорском чемпионате мира в Киеве и заняла высокое 5-е место в многоборье. В 1991 году выиграла серебряную медаль в многоборье на юниорском чемпионате мира в Алма-Ате и на последнем чемпионате СССР выиграла на дистанциях 1500 м и 3000 м. В 1992 году дебютировала на зимних Олимпийских играх в Альбервилле и заняла 6-е место в забеге на 1500 м и 7-е места на дистанциях 3000 м и 5000 м. Через месяц на чемпионате мира в классическом многоборье заняла 9-е место.
В декабре 1992 года стала чемпионкой России в многоборье, следом стала третьей в забеге на 3000 м на Кубке мира в Давосе. В январе 1993 года на чемпионате Европы в Херенвене Светлана выиграла бронзовую медаль в многоборье. На 7-м этапе Кубка мира в Инцелле поднялась на 2-е место в беге на 1500 м. В сезоне 1993/94 она провела успешно весь Кубок мира и в итоге заняла 2-е место в общем зачёте на дистанции 3000/5000 м и 3-е место на 1500 м. В 1994 году заняла 2-е место на чемпионате Европы в Хамаре, а в феврале на зимних Олимпийских играх в Лиллехаммере стала олимпийской чемпионкой в беге на 3000 м. На дистанции 1500 м заняла 6-е место, а на 5000 м -5-е.  
На чемпионате Европы в 1995 году стала 6-й и на чемпионате Европы в 1996 году финишировала в многоборье 5-й. В том же 1996 году заняла 6-е место на чемпионате мира в классическом многоборье. В марте на чемпионате мира на отдельных дистанциях заняла 6-е место в забеге на 3000 м и 7-е на 1500 м. В 1997 году выиграла чемпионат России в абсолютном зачёте, после чего поднялась на 5-е место на чемпионате Европы в Херенвене. В феврале финишировала 6-й на чемпионате мира в классическом многоборье и на чемпионате мира на отдельных дистанциях заняла 4-е место в забеге на 1500 м и 6-е на 3000 м.
В 1998 году Бажанова вновь выиграла бронзу в многоборье на чемпионате Европы в Хельсинки и она отправилась на свои третьи зимние Олимпийские игры в Нагано, где заняла 9-е место в забеге на 1500 м и 10-е на 3000 м. В 2000 году в очередной раз выиграла чемпионат России в многоборье, на чемпионате Европы стала 9-й, а на чемпионате мира в классическом многоборье заняла 7-е место. В марте на чемпионате мира на отдельных дистанциях дважды была 5-й на дистанциях 1500 м и 5000 м и 7-й на 3000 м. В 2000 году вместе с мужем они уехали в Нидерланды и последние три года она выступала в международной коммерческой команде в Голландии. Там же тренировалась и подрабатывала инструктором.
В 2002 году Светлана пыталась отобраться на олимпиаду, но заняла низкие места и в 2003 году на чемпионате Европы в Херенвене заняла 10-е место в многоборье. На чемпионате мира на отдельных дистанциях финишировала 12-й в забеге на 1500 м. В 2003 году она завершила карьеру спортсменки.

## Административная работа
С 1996 по 2005 год Светлана преподавала на кафедре конькобежного спорта Уральской государственной академии физической культуры. С 2009 по 2014 год работала в филиале автономной некоммерческой организации "Оргкомитет "Сочи-2014". В период подготовки и проведения XXII Олимпийских зимних игр 2014 года в Сочи была руководителем Дворца зимних видов спорта «Айсберг». С 2015 по 2018 год – руководитель управления по подготовке объектов и организаций мероприятий в городе-кандидате (город-организатор) Москве АНО «Организационный комитет «Россия-2018». С апреля 2019 года по 2021 год состояла в должности первого заместителя руководителя Департамента спорта города Москвы.

## Личная жизнь и семья
Светлана Бажанова в 1994 году окончила Челябинский государственный институт физической культуры, а в 1998 году защитила диссертацию на тему "Индивидуализация тренировочного процесса высококвалифицированных конькобежек". Она Кандидат педагогических наук с 1998 года. В 2009 году окончила Дипломатическую академию МИД России. С 1994 года замужем за конькобежцем Вадимом Саютиным. Они живут в элитном подмосковном посёлке Ватутинки. 14 мая 2001 года у них родилась дочь, а в 2004 году сын Илья, который играет в хоккей в подольском "Витязе". Дочь Александра занималась фигурным катанием до 16 лет. В настоящее время занимается конькобежным спортом.

## Награды
- 1994 год - награждена орденом Почёта
- 2007 год - награждена почетным знаком «За заслуги в развитии физической культуры и спорта»
- 2014 год - награждена Орденом Дружбы